# Nicolao Colletti

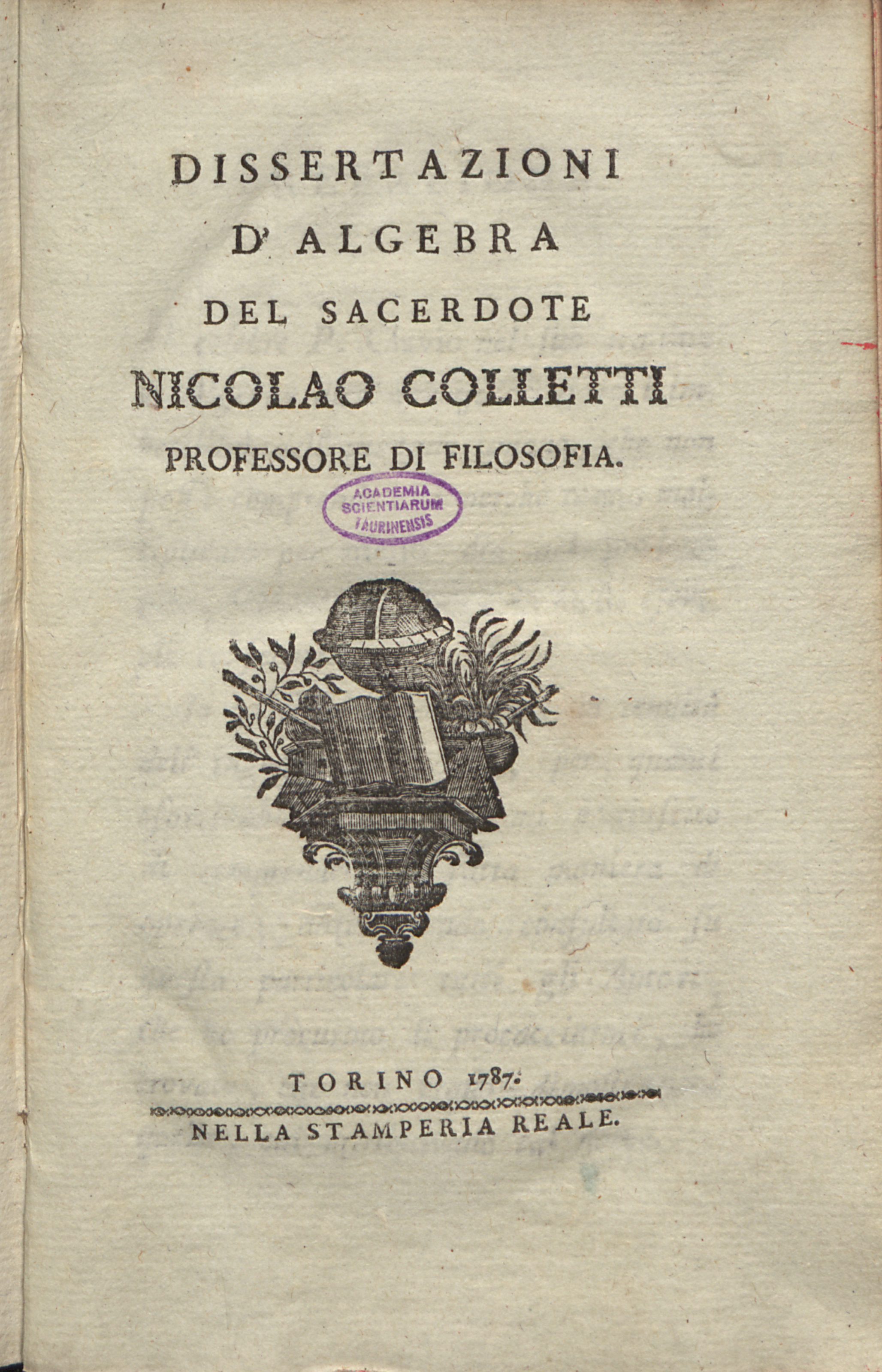
Dissertazioni d'algebra, 1787

Nicolao Colletti (XVII secolo – XVIII secolo) è stato un matematico italiano.

## Biografia
Sacerdote veneziano della chiesa di San Moisè, fu professore di filosofia.
In collaborazione col fratello Sebastiano, libraio e stampatore, intraprese nel 1717 una nuova edizione de L'Italia Sacra, che concluse nel 1722 con il decimo volume.

## Opere
- Dissertazioni d'algebra, Torino, Stamperia reale, 1787.